# Ленинский (Озинский район)
Ленинский — посёлок в Озинском районе Саратовской области. Входит в состав сельского поселения Ленинское муниципальное образование.

## География
Находится  на расстоянии примерно 9 километров на юго-запад от районного центра поселка Озинки. С районным центром  поселок связан асфальтированной дорогой.

## История
Артель имени Ленина была создана в середине 1920-х годов. После образования в 1929 году колхоза имени Ленина с центром в Старых Озинках бывшая артель стала его отделением, а посёлок получил название Ленинский.

## Население
Население составляло 153 человека в 2002 году (русские 43%, казахи 34%), 119 в 2010.